# Anita Sowińska
Anita Sowińska (nascida a 26 de julho de 1973) é uma economista polaca, política e membro da Primavera, um partido social-liberal e pró-europeu. Ela é membro do Sejm desde 12 de novembro de 2019, depois de obter 13 023 votos no círculo eleitoral de Piotrków Trybunalski nas eleições parlamentares polaca de 2019. Sowińska também concorreu sem sucesso ao Parlamento Europeu pelo círculo eleitoral de Łódź nas eleições de 2019.